# کومپولونگ مولدومنه
شهر کومپولونگ مولدومنه (به رومانیایی: Câmpulung Moldovenesc) در شهرستان سوچاوا در کشور رومانی واقع شده‌است. جمعیت این شهر ۲۱٬۸۶۲ نفر  است.

## نگارخانه

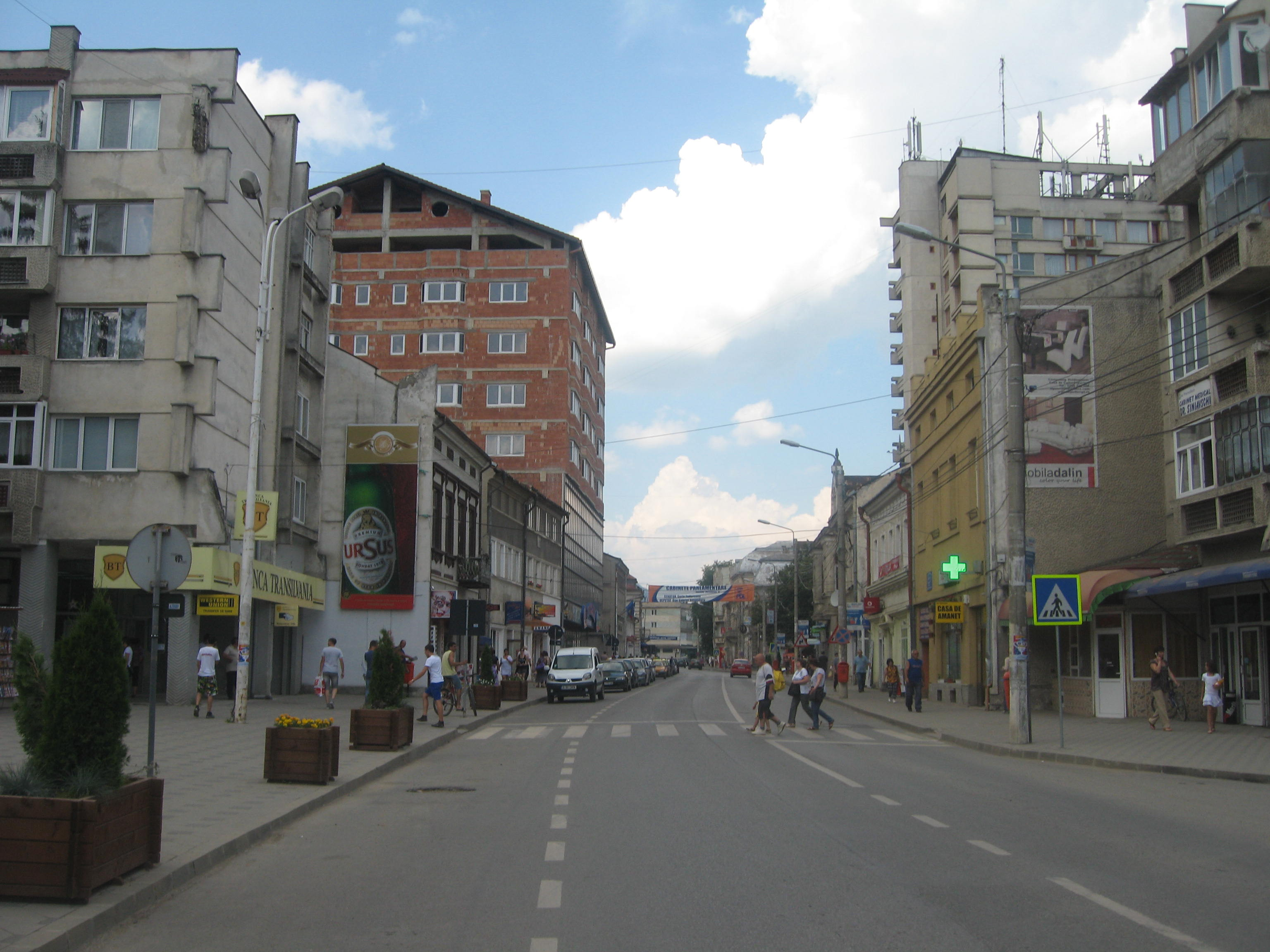
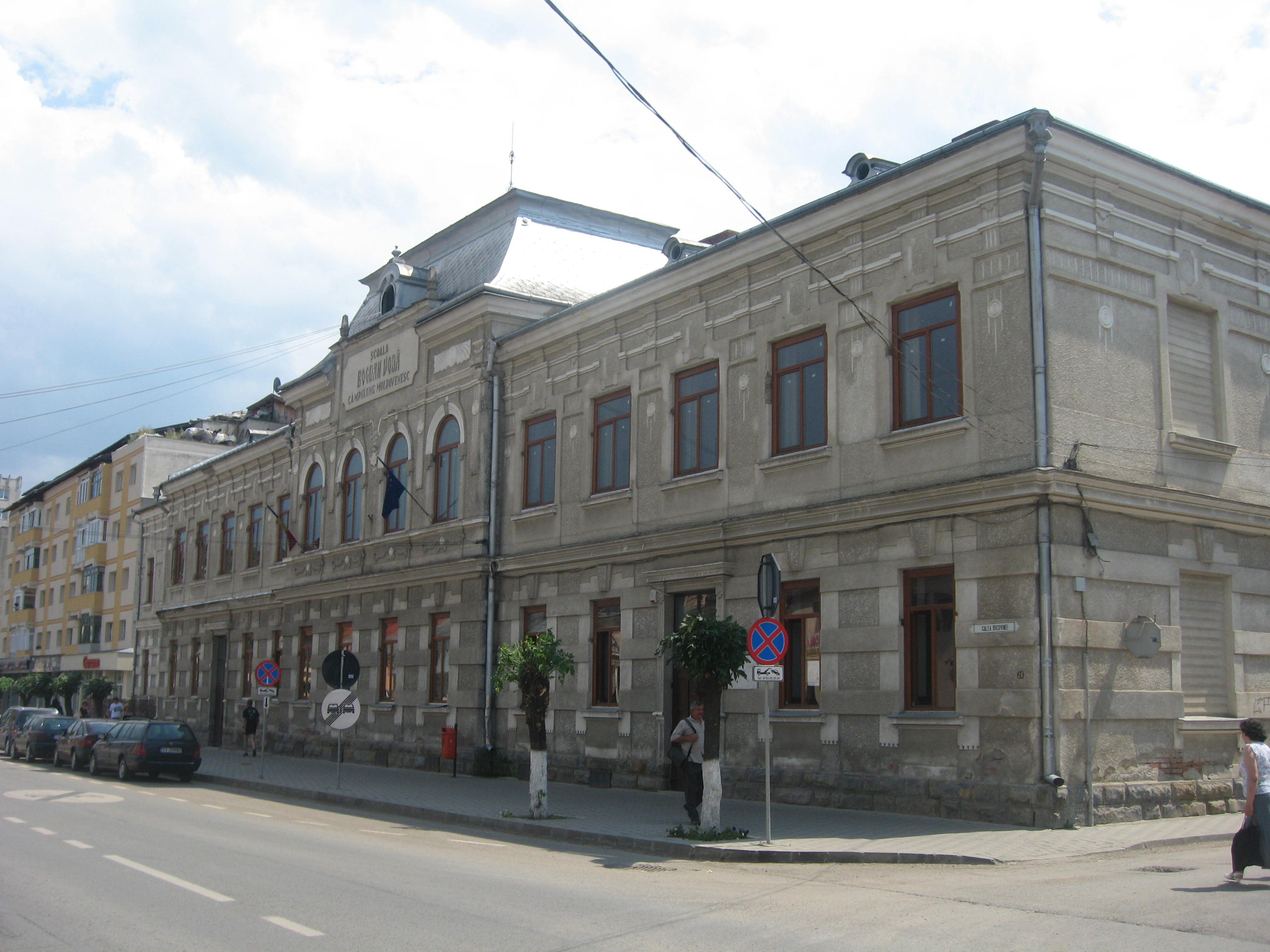
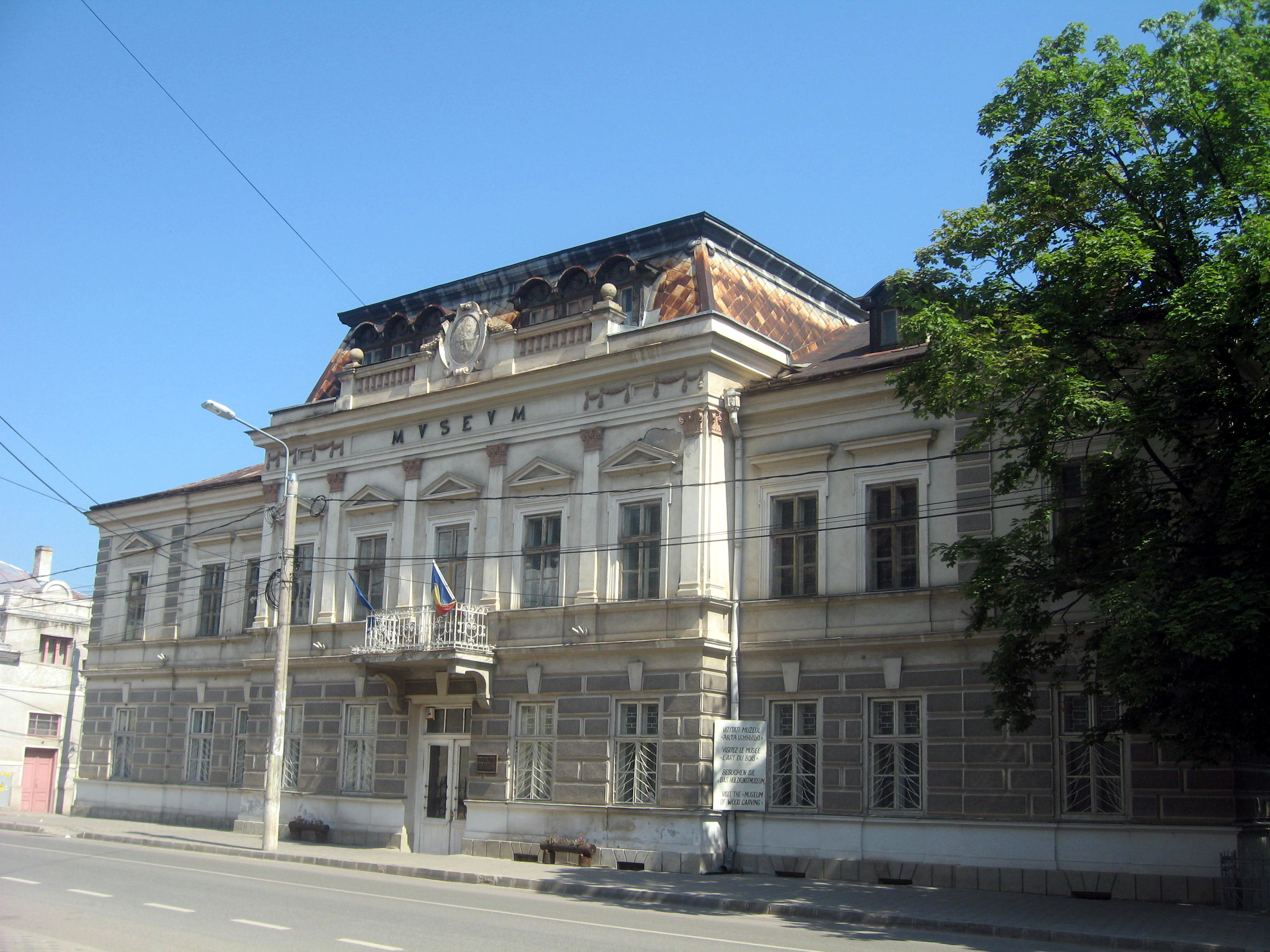
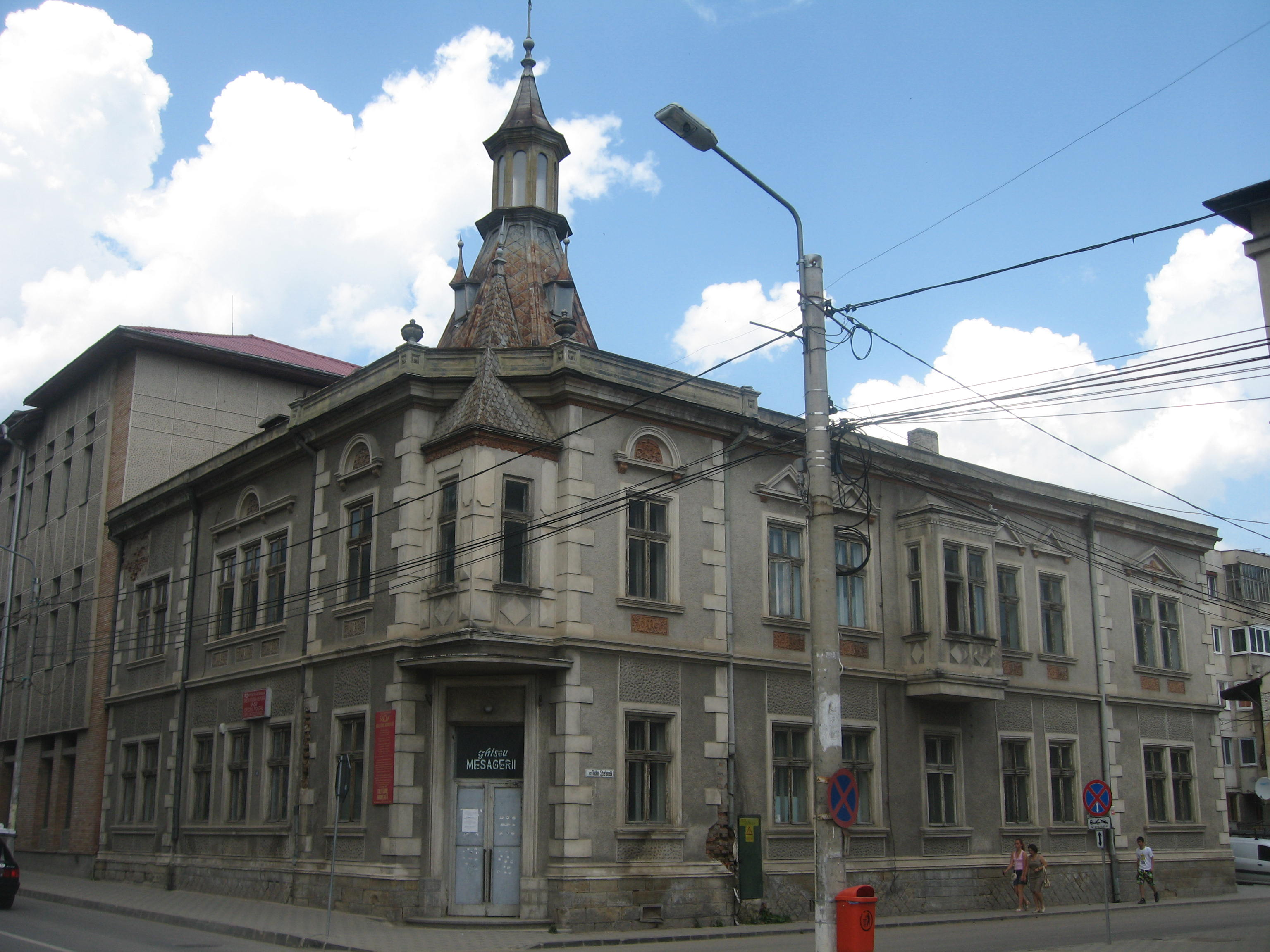
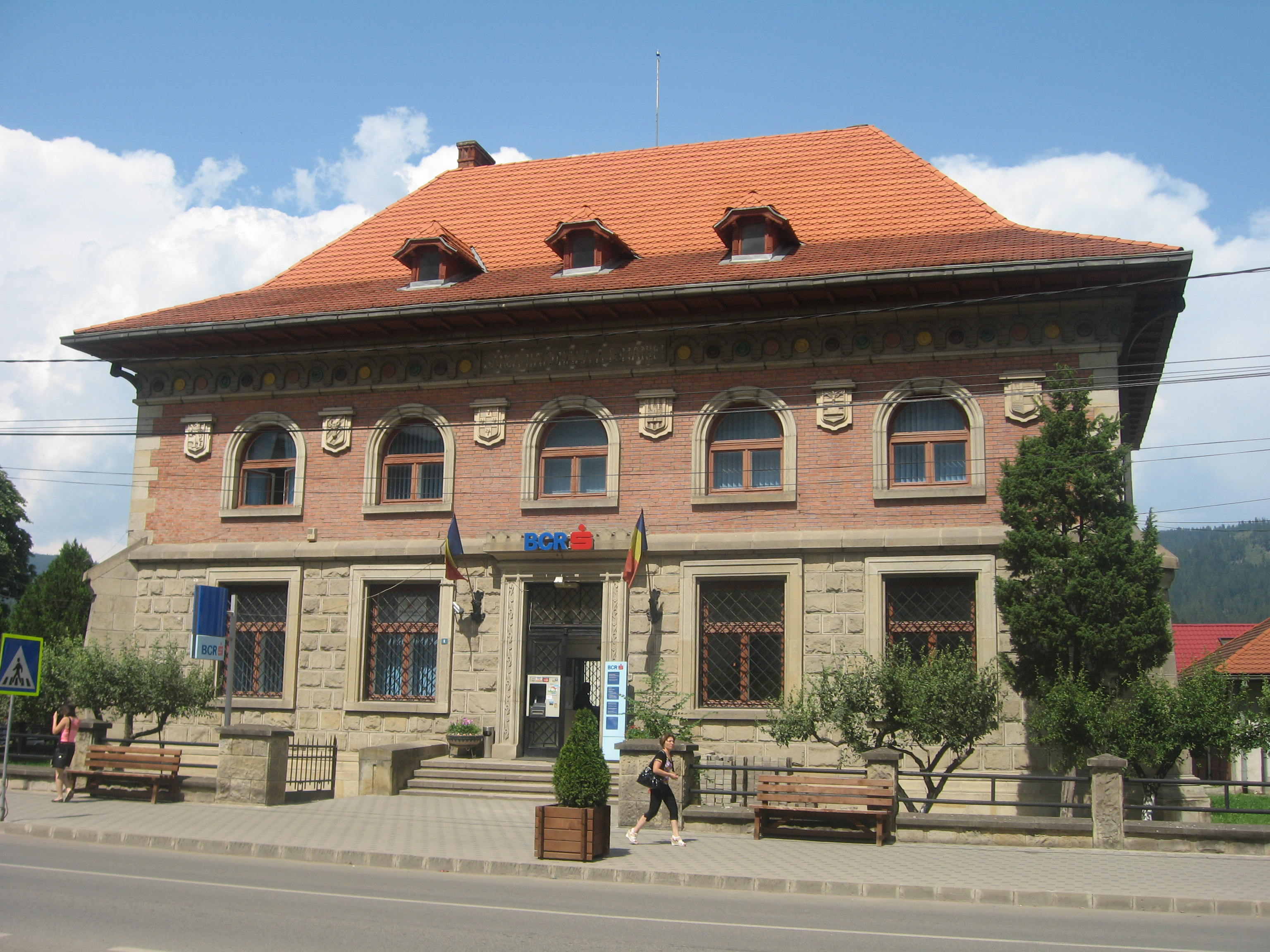
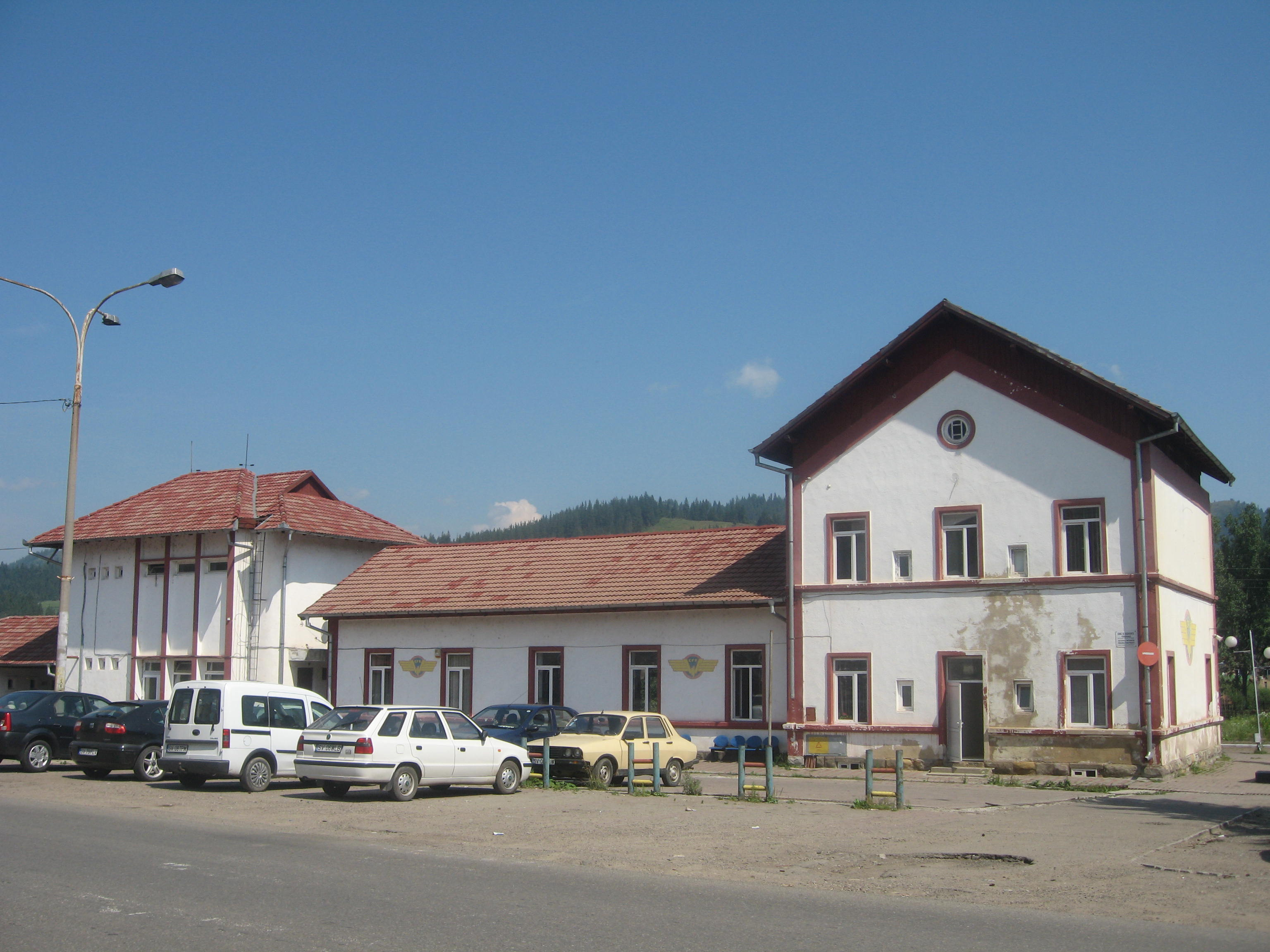
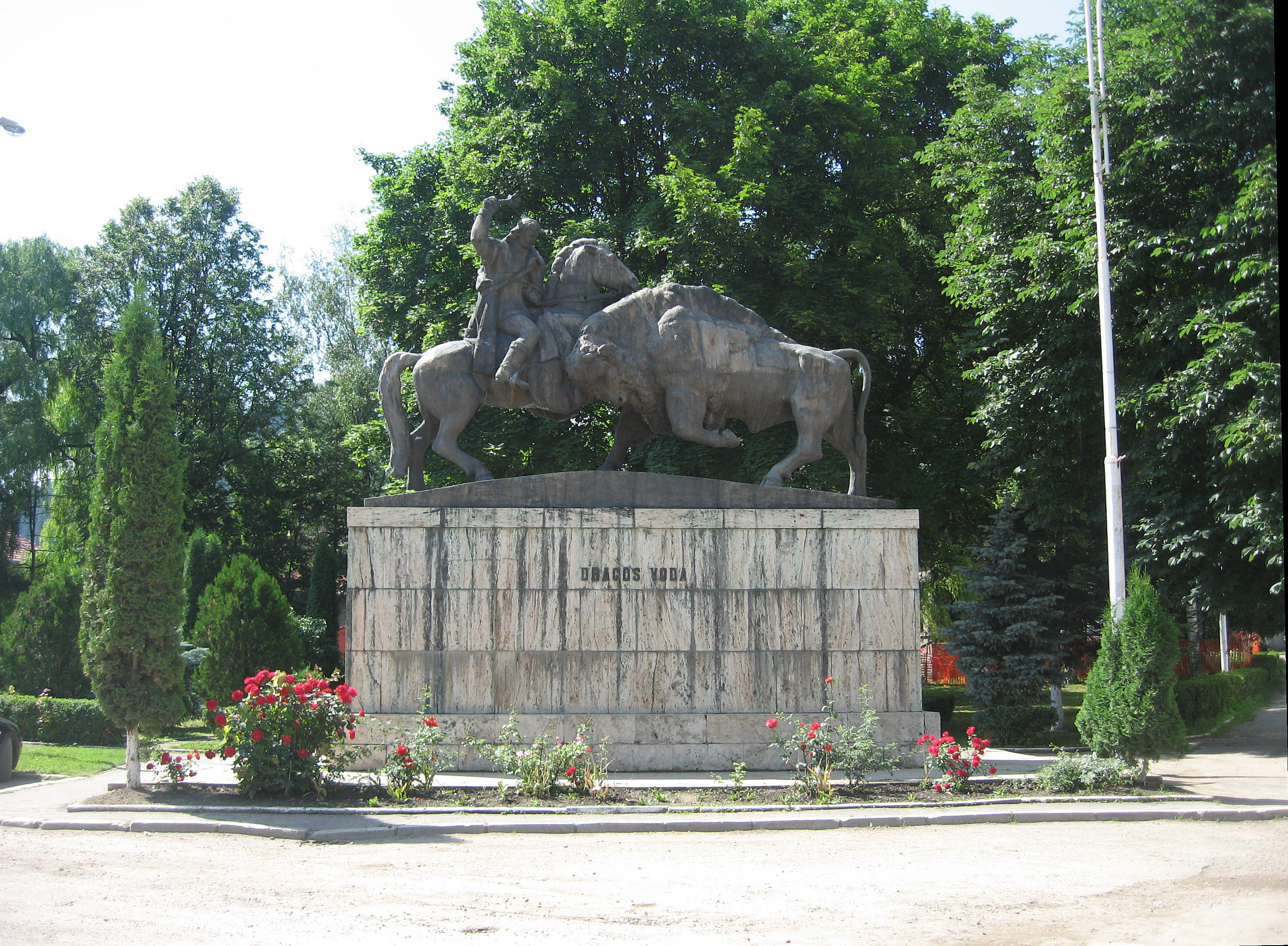
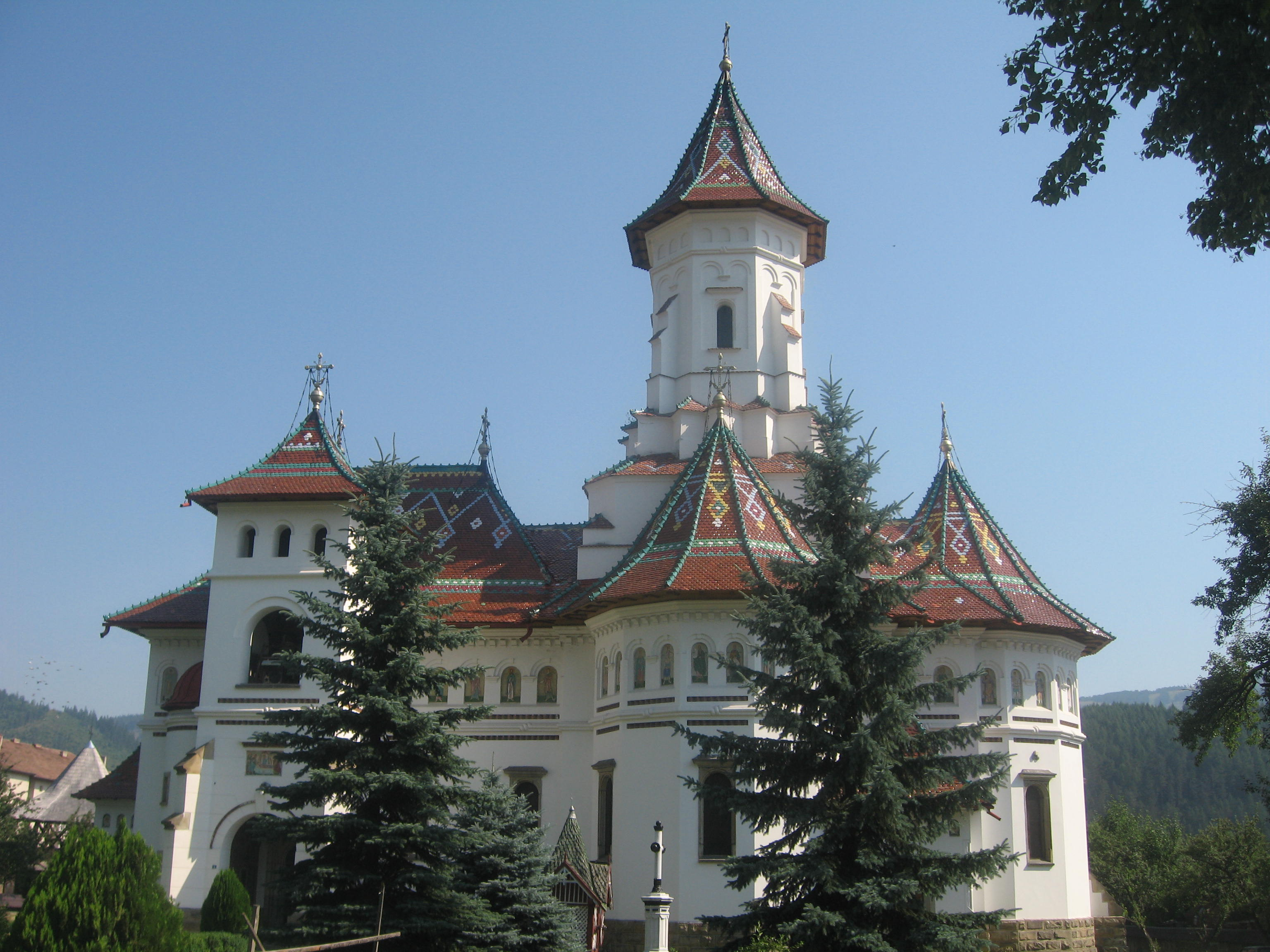
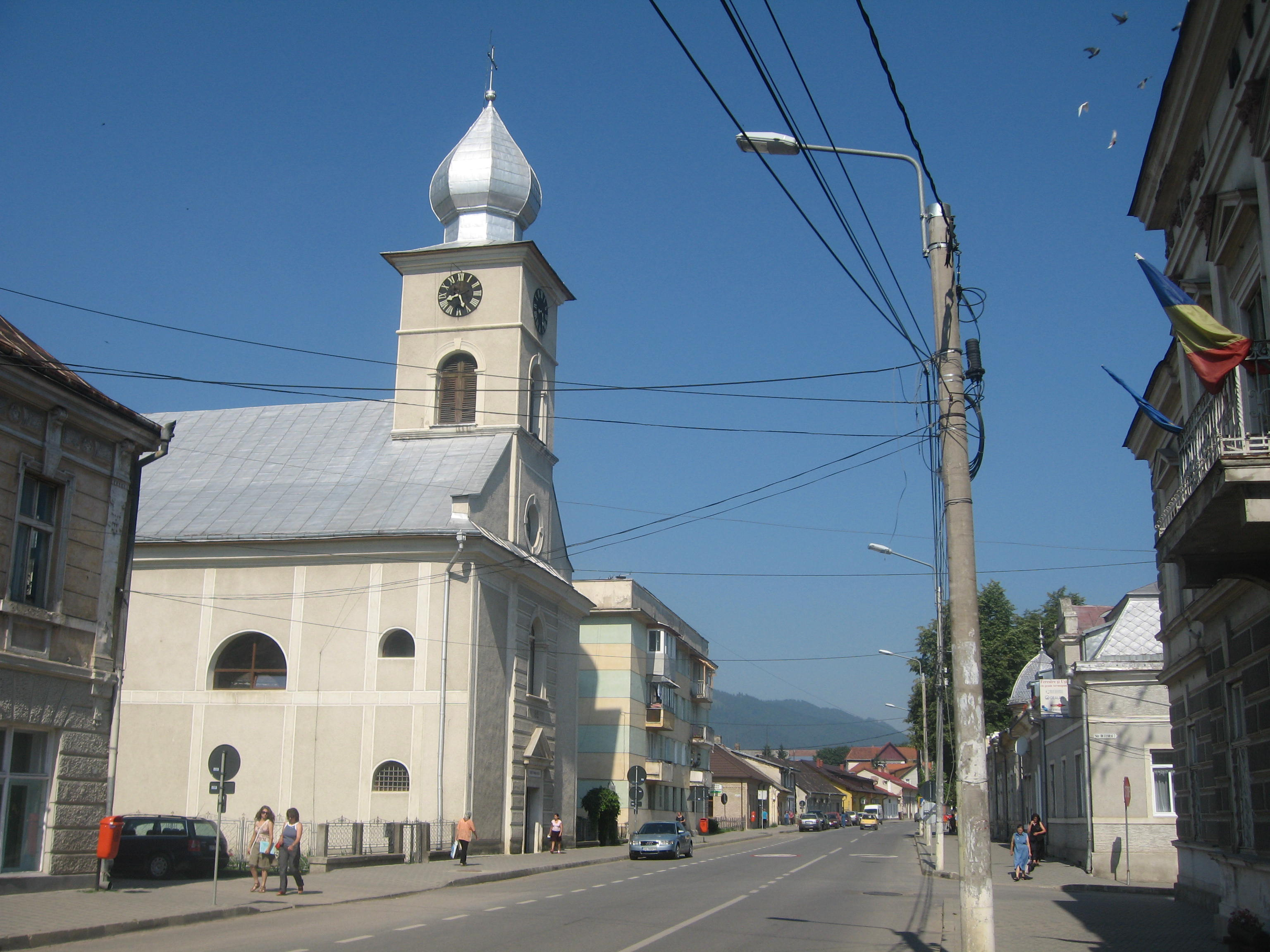
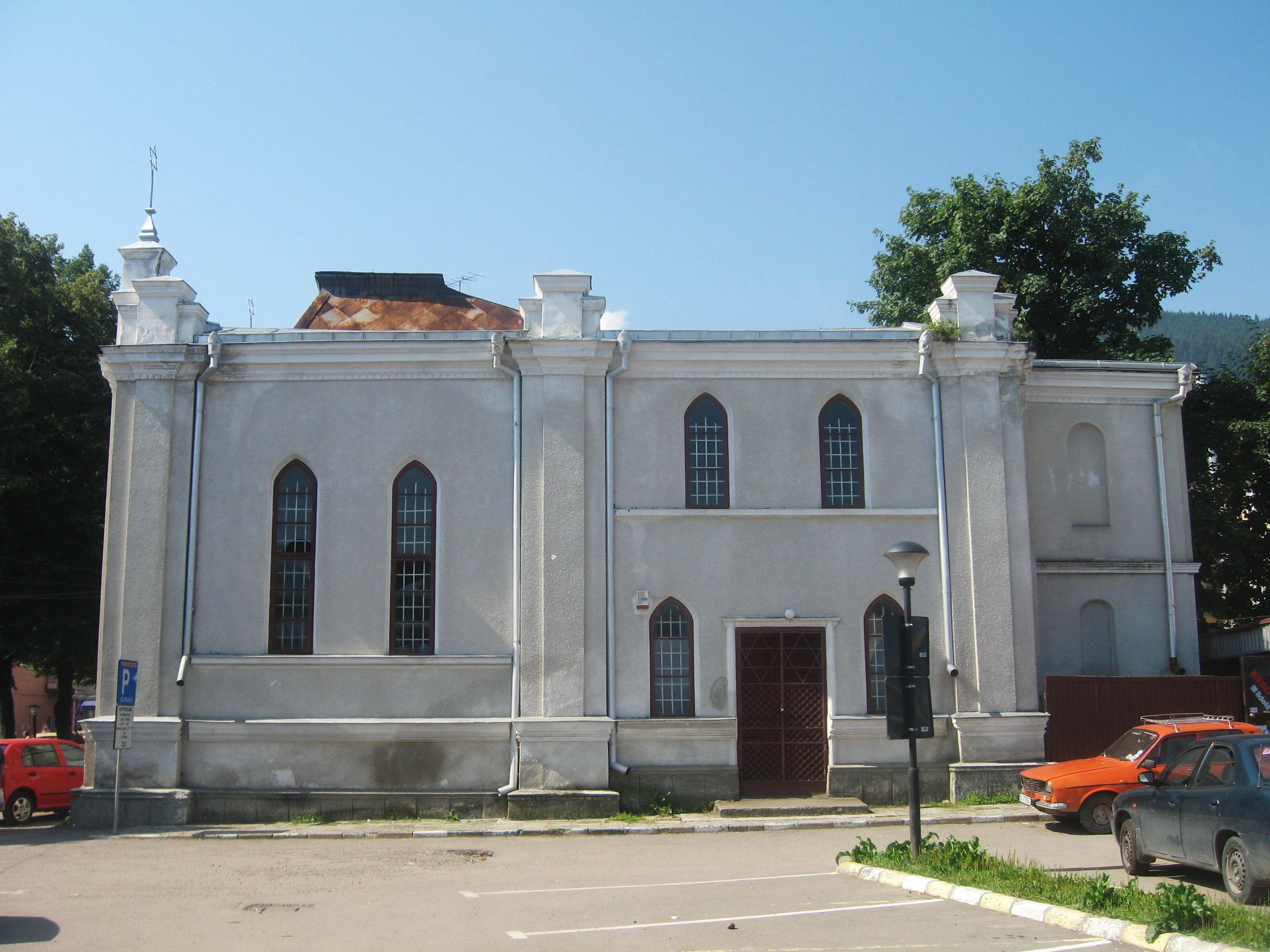